# Voucherprivatisering
Voucherprivatisering is een vorm van privatisering van staatseigendommen waarbij burgers een of meer vouchers, waardebonnen, krijgen die geruild kunnen worden voor aandelen in een staatsbedrijf. De methode van privatisering werd voornamelijk gebruikt in de jaren negentig, in de overgangseconomieën van Centraal- en Oost-Europa, in landen zoals Rusland, Bulgarije, Slovenië, Tsjecho-Slowakije, Hongarije en ook Mongolië. De Russische voucherprivatisering van 1992-1994 was veruit het omvangrijkst.

## Aanleiding
Na het val van het communistische regimes in Centraal- en Oost-Europa in 1989 kregen de regeringen het staatsbezit in handen. Privé bezit was onder het oude regime nauwelijks toegestaan. Door de economische achterstand ten opzichte van West-Europa en de Verenigde Staten, waarvan de centraal geleide economie van de communisten de schuld kreeg, streefden de regeringen naar een kapitalistische-liberale samenleving.
Om dit te bewerkstelligen werd het enorme staatsbezit zo snel als mogelijk geprivatiseerd. Verkoop van de duizenden bedrijven aan geïnteresseerde partijen zou te veel tijd kosten en daarmee de economische omschakeling vertragen. Verder was bijna alles in staatshanden waardoor er weinig kapitaal, of spaargeld, beschikbaar is en dus ook weinig potentiële kopers, als wordt afgezien van buitenlandse partijen. Gekozen werd voor een voucherprogramma waarbij, min of meer, alle bewoners, een of meer vouchers kregen, gratis of tegen lage kosten, die ingewisseld konden worden voor aandelen in bedrijven naar keuze.

## Uitwerking

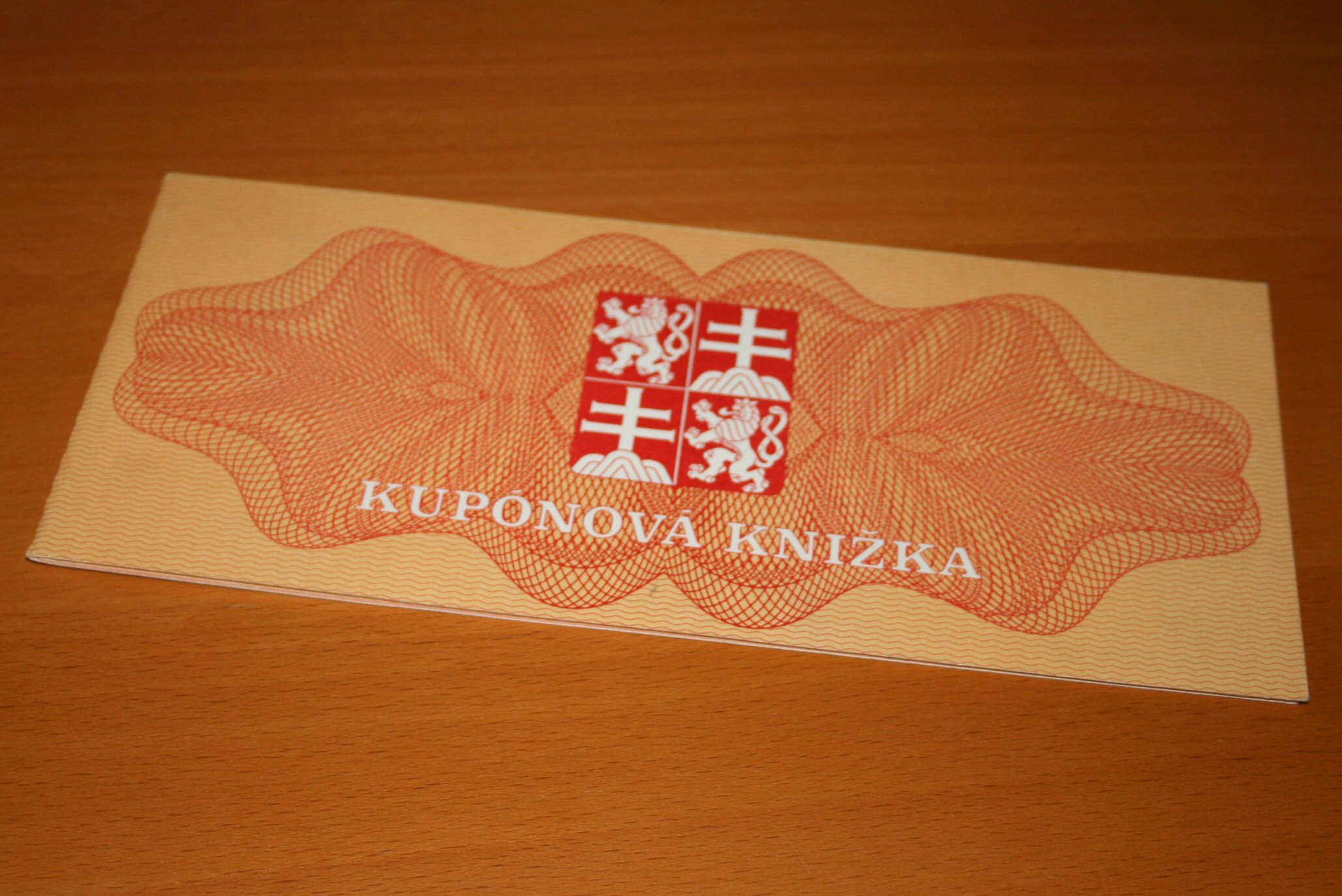
Voucher van Tsjechoslowakije

Doel van een voucherprogramma is het staatbezit over te dragen aan het volk. De overdracht is alomvattend, snel en gebeurt tegen lage kosten. Het staatseigendom is indirect al in handen van het volk, maar na de inwisseling van de voucher wordt het volk direct eigenaar van zijn aandeel in het staatsbezit.
De vouchers werden in punten of in geldwaarde uitgedrukt. Rusland koos voor  Russische roebels en Tsjecho-Slowakije voor punten. Litouwen, Mongolië en Tsjecho-Slowakije stonden geen handel in vouchers toe, maar Rusland weer wel. Verkopers konden met de opbrengst andere zaken kopen waar ze meer belangstelling voor hadden en kopers kregen de mogelijkheid grotere pakketten aandelen in een bedrijf te kopen.
Bij het proces diende men rekening te houden met de belangen van de diverse belanghebbenden, zoals de werknemers van de bedrijven en de bedrijfsleiders, het volk dat het programma aantrekkelijk moet vinden en de politieke partijen. In Rusland werd iets meer dan 50% van de aandelen gereserveerd voor de werknemers en bedrijfsleiding, zo’n 30% was beschikbaar voor de vouchers en de overheid behield - vooralsnog - de rest. In Tsjecho-Slowakije was tussen de 60% en 70% van de aandelen om te wisselen voor vouchers.
Beide landen gingen ervan uit dat met een dergelijk aandelenbelang bij het grote publiek er een evenwichtige vertegenwoordiging van alle partijen bij de bedrijven mogelijk was. Werknemers en bedrijfsleiding kenden de bedrijven het best, maar de overige aandeelhouders moesten voldoende druk kunnen uitoefenen om de bedrijfsvoering te veranderen en daarmee de resultaten te verbeteren. Beide landen bevorderden de formatie van grote aandeelhouders, als was dit geen eis of voorwaarde, omdat één groot pakket aandelen meer druk kan uitoefenen dan aandelen verdeeld over duizenden kleine aandeelhouders. Wordt het programma omarmd door het volk dan is het proces nauwelijks meer te stoppen of terug te draaien, ook niet als een andere politieke partij of regeringsleider aan de macht komt.
In de laatste fase worden de vouchers omgezet in aandelen door middel van een soort veiling. In Tsjecho-Slowakije was deze veiling centraal door de overheid georganiseerd, maar in Rusland lag het primaat van de veiling bij het bedrijf. De overheid was relatief zwak en er waren te veel bedrijven om het centraal te regelen.

## Rusland
Na het uiteenvallen van de Sovjet-Unie kreeg de regering onder president Boris Jeltsin de enorme verzameling van inefficiënte staatsondernemingen onder het beheer. In een speech van 7 april 1991 zei had Jeltsin gezegd; “We hebben miljoenen eigenaren nodig en niet honderden miljonairs” en dit werd de slogan voor de grote privatisering. Er zijn grofweg drie privatiseringsgolven te onderscheiden. De eerste was de verkoop van kleine bedrijven, deze werden publiekelijk geveild en was alleen relevant voor mensen die enig vermogen hadden opgebouwd. De voucherprivatisering van 1992-1994 was de tweede. De derde en laatste grote golf was het leningen voor aandelen programma uitgevoerd in 1995 en 1996. De overheid leende geld en in ruil kregen de banken aandelen van bedrijven in onderpand. Mocht de overheid de leningen niet terugbetalen dan vervielen de aandelen aan de geldverstrekkers. De voucherprivatisering werd uitgevoerd door het Staatscomité voor staatseigendomsbeheer onder leiding van Anatoli Tsjoebajs.
Om de eigendommen snel te verdelen en de steun van het volk te winnen, besloten de hervormers gebruik te maken van gratis tegoedbonnen, een methode die in Tsjecho-Slowakije al redelijk succesvol was toegepast. De Russische regering vreesde ook dat bij verkoop het staatseigendom vooral in handen zou komen van de zittende bestuurders (“rode directeuren”) en criminelen. Niet alle bedrijven waren onderdeel van dit plan, alle kleine bedrijven met minder dan 200 medewerkers waren van de voucher-operatie uitgesloten en ook veel mijnbouwbedrijven en technologiebedrijven die leverden aan het leger. Tsjoebajs realiseerde zich wel dat instemming van werknemers en bestuurders noodzakelijk was om de doelstelling te realiseren.
In maart 1992 diende Tsjoebajs zijn wetsvoorstel in. Hij reserveerde 40% van de aandelen voor personeel en bestuurders, maar dit vonden zij onvoldoende daar zij een minderheidsbelang zouden krijgen. De bestuurders gebruikten hun contacten in de Opperste Sovjet om hun belang te verhogen naar minstens 50%. Tsjoebajs was tegen een meerderheidsbelang omdat hij verwachtte dat te veel bij het oude zou blijven. Tijdens een interview liet hij optekenen: ”De rode directeuren hadden zeer veel macht - politiek, economisch en financieel. Ze waren bijna allemaal nauw betrokken bij de Communistische Partij”. Door de moeizame relatie met de Opperste Sovjet koos hij voor een compromis om verder te kunnen gaan. Op 11 juni 1992 nam de Opperste Sovjet de privatiseringswet aan.

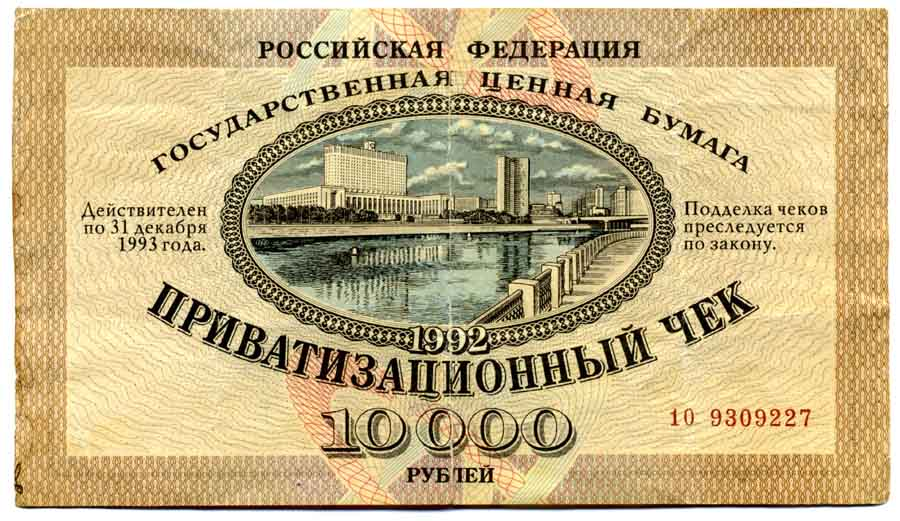
Russische voucher

Er werden 148 miljoen vouchers gedrukt, een voor iedere inwoner van het land. Hierop stond een waarde van 10.000 Russische roebel gedrukt. De totale waarde van alle vouchers kwam daarmee op 1400 miljard roebel. Elke bewoner kon een voucher ophalen tegen betaling van 25 roebel administratiekosten. Tussen 1 oktober 1992 en 31 december 1992 werden 144 miljoen stuks, dit is 98% van het totaal, van de vouchers daadwerkelijk opgehaald. De vouchers waren verhandelbaar en er ontstond een levendige handel. Particulieren verkochten hun vouchers aan andere particulieren, investeringsmaatschappijen en bestuurders van te privatiseren bedrijven. In de 20 maanden dat ze verhandeld werden lag de koers van de voucher ergens tussen de US$ 4 en US$ 20.
In december 1992 werden de eerste aandelen geveild voor vouchers. Van een grote koekjesfabriek in Moskou werd 49% van de aandelen geveild, de directie en personeel hield de overige 51%. Honderden mensen met vouchers kwamen op de veiling af en de fabriek werd verkocht voor 0,6 miljoen dollar. Een zeer laag bedrag ten opzichte van vergelijkbare westerse bedrijven.
Op 14 december 1992 werd de hervormingsgezinde Jegor Gajdar, ontslagen uit de functie van premier van de Russische regering, en hij werd opgevolgd door de veel conservatievere Viktor Tsjernomyrdin. De relatie tussen de president en de Opperste Sovjet verslechterde en de basis voor de constitutionele crisis van 1993 was gelegd. Jeltsin kreeg van 52% van de stemmers steun voor zijn privatiseringsplan in het referendum van 25 april 1993.
In december 1992 was de eerste veiling georganiseerd en bedrijven wisselden van eigenaar tegen zeer lage prijzen. De waarde van Gazprom kwam uit op US$ 228 miljoen in de veiling en de autofabrikant Zavod imeni Lichatsjova (ZIL) met 100.000 medewerkers werd gewaardeerd op US$ 16 miljoen. 30 juni 1994 was de laatste dag waarop de vouchers ingewisseld konden worden. In totaal zijn 12.000 bedrijven geprivatiseerd, zijn zo’n 60% van alle arbeiders in de particuliere sector werkzaam en telde Rusland 40 miljoen aandeelhouders.

## Naslagwerk
- David E. Hoffman, The oligarchs – wealth and power in the new Russia, Public Affairs, New York (2002) ISBN 1586480014